# Ponto de troca de tráfego
Ponto de Troca de Tráfego (PTT), em inglês Internet exchange point, é uma interconexão de redes entre os provedores de internet e redes de fornecimento de conteúdo e suas redes (consideradas sistemas autônomos).

## Função
O objetivo primário de um PTT é permitir que redes se interconectem diretamente em vez de por meio de redes de terceiras. As vantagens principais são diminuição de latência, qualidade e desempenho, pois é possível realizar o balanço de tráfego diretamente e localmente no PTT, ao invés de servidores de terceiros, que podem estar mais distantes fisicamente. Isso também significa que o roteamento dos dados é mais eficiente.

## Brasil
No Brasil, há o projeto IX.br, gerenciado pelo Núcleo de Informação e Coordenação do Ponto BR, que é responsável pela infraestrutura necessária para a criação de PTTs no Brasil.